# Gerhard Heilmann
Gerhard Vilhelm Ernst Heilmann (25. juni 1859 i Skælskør – 26. marts 1946 på Frederiksberg) var en dansk kunstner, palæontolog og forfatter af Fuglenes afstamning, en indflydelsesrig beretning om fuglenes udvikling.

## Liv
Heilmann blev født i Skælskør og studerede medicin. I 1883 forlod han medicin og blev kunstnerlærling, og blev senere maler ved Royal Copenhagen. Han designede også danske pengesedler, i form af en serie på fem, der blev introduceret i 1910, blandt andet med 500 kroner sedlen, der blev kendt som en "Plovmand".. Desuden illustrerede han bøger.

## Fuglenes Afstamning
Heilmann udgav mellem 1913 og 1916 en række artikler om fuglenes udvikling, som blev udgivet i Dansk Ornitologisk Forenings Tidskrift eller DOFT. De blev i 1916 samlet som Vor Nuværende Viden om Fuglenes Afstamning. Han reviderede det og udgav det på engelsk i 1926 som The Origin of Birds. Ligesom Thomas Henry Huxley sammenlignede Heilmann Archaeopteryx og andre fugle med en omfattende liste af forhistoriske reptiler, og konkluderede også at theropode dinosaurer som Compsognathus var de mest lignende. Imidlertid lagde Heilmann mærke til at fugle besad kraveben forenet i et ønskeben, og selvom kraveben var kendt fra mere primitive reptiler, var de endnu ikke fundet blandt theropode dinosaurer. Som stærk tilhænger af Dollos lov, som siger at evolution ikke er genkaldelig, kunne Heilmann ikke acceptere at kraveben var blevet mistet blandt dinosaurer og var genudviklet hos fugle, så han var tvunget til at udelukke dinosaurer som værende fuglenes forfædre, og affærdige alle deres ligheder som konvergent evolution. Heilmann fastslog at fuglenes forfædre i stedet skulle findes blandt den mere primitive 'thecodonte' gruppe af reptiler. Heilmanns meget grundige fremgangsmåde sikrede at hans bog blev en klassiker indenfor feltet og dens konklusioner om fuglenes oprindelse, som med de fleste andre emner, blev accepteret af næsten alle evolutionære biologer i de næste fire årtier, på trods af opdagelsen af claviculae hos den primitive theropod Segisaurus i 1936. Clavicles og endda fuldt udviklede ønskeben er siden blevet identificeret hos talrige andre ikke-flyvende dinosaurer.
I 1940 udgav Heilmann en succesfuld bog om darwinsk evolution, Univers og traditionen.
Hans værk blev introduceret til D'Arcy Thompson af R. W. Shufeldt og dette ledte til en udveksling af idéer om morgologisk udvikling mellem dem.
Den fuglelignende dinosaurus art Scansoriopteryx heilmanni blev navngivet til ære for Gerhard Heilmann i 2002.
Han er begravet på Søndermark Kirkegård.